# 拉氏絲隆頭魚
拉氏絲隆頭魚，又稱拉氏絲鰭鸚鯛，為輻鰭魚綱鱸形目隆頭魚亞目隆頭魚科的其中一種，分布於西北太平洋的日本海域，棲息深度7-55公尺，體長可達12公分，棲息在海草生長的碎石底質海域，生活習性不明，可作為觀賞魚。

## 擴展閱讀
維基物種上的相關：拉氏絲隆頭魚